# Melchizedek (liturgia)

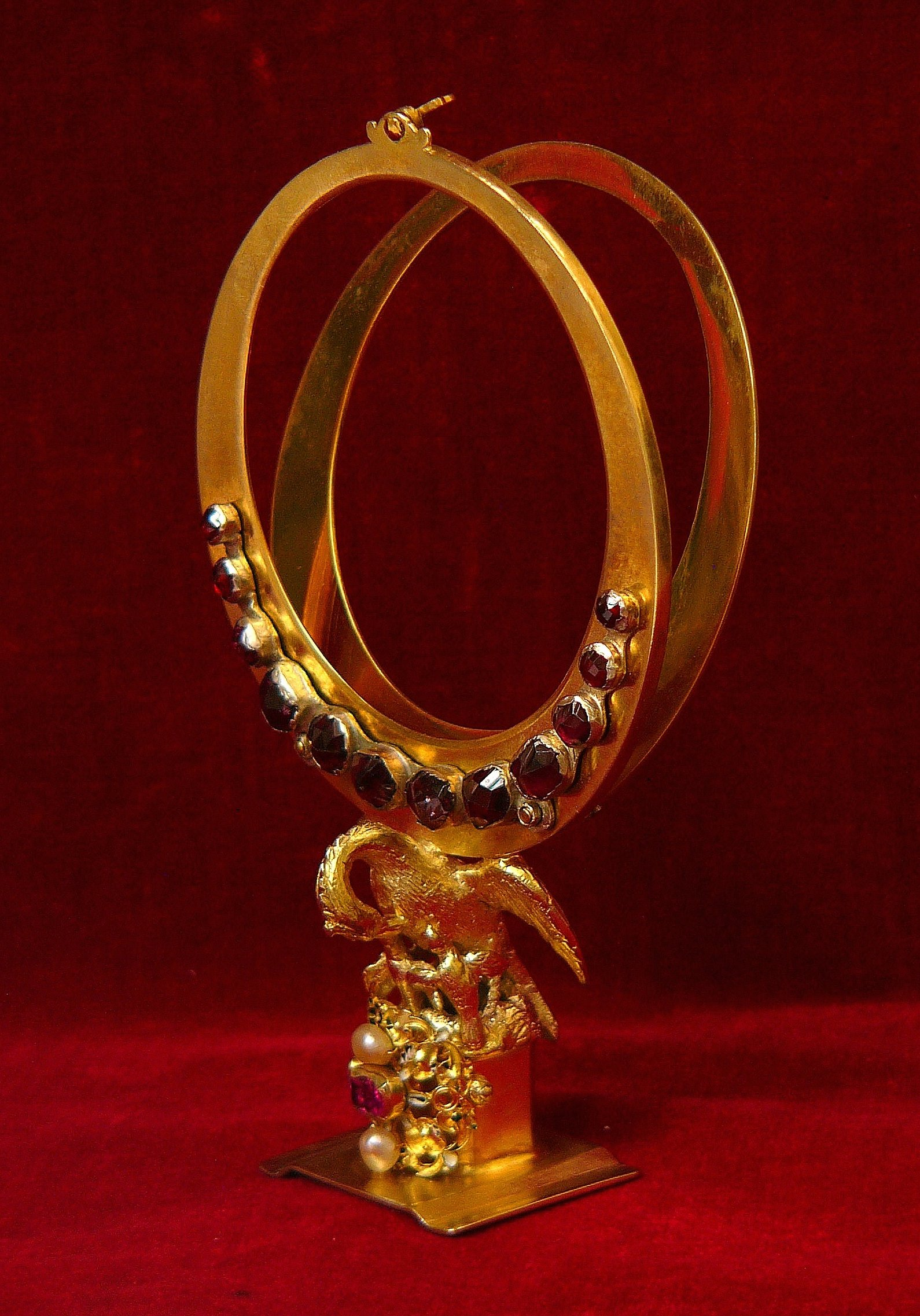
Melchizedek z motywem pelikana karmiącego swoje małe krwią z własnej piersi.

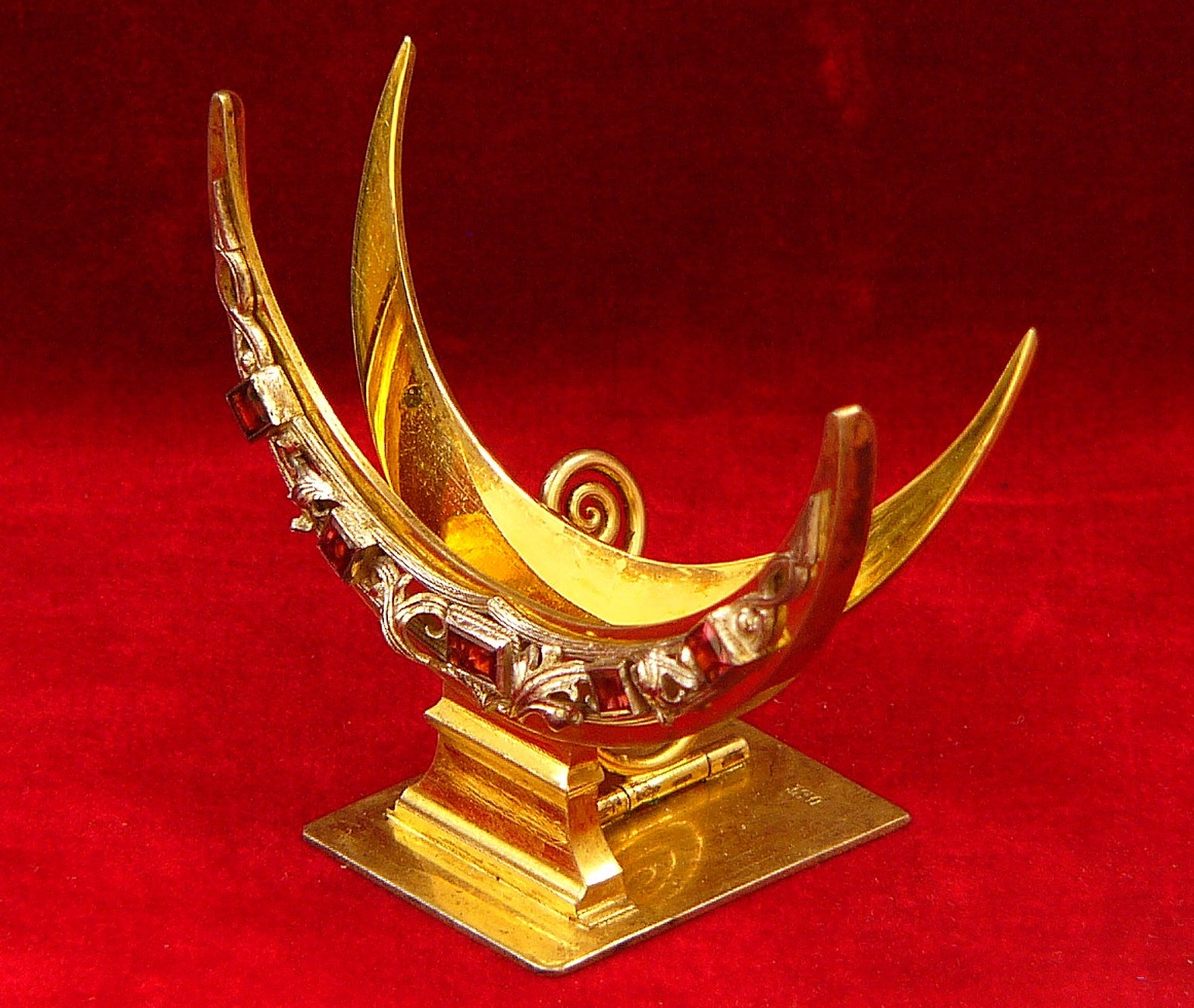
Otwarty melchizedek w kształcie półksiężyca

Melchizedek, melchizedech, lunula − część składowa monstrancji będąca metalową oprawką najczęściej w kształcie półksiężyca, która przytrzymuje Najświętszy Sakrament wystawiony w monstrancji. Melchizedek po wystawieniu Najświętszego Sakramentu przechowuje się w kustodii w tabernakulum.